# Wissam Joubran
Wissam Joubran (in arabo وسام جبران‎?; Nazareth, 19 febbraio 1983) è un musicista, compositore e liutaio palestinese con cittadinanza israeliana, e un suonatore di oud (liuto medio orientale).

## Biografia
Wissam Joubran nasce a Nazaret.
figlio di Hatem Joubran.
Inizia a suonare il liuto all'età di nove anni spinto dal padre che teneva al fatto che i propri figli avessero una buona educazione musicale e dal fratello Samir Joubran. 
Nel 2001, divenne il primo studente arabo laureato presso la prestigiosa Scuola liutaia "Antonio Stradivari" di Cremona.
Nel 2003, Wissam ha registrato il suo primo album in duo con il fratello Samir, dopo in trio con il secondo fratello Adnan Joubran, formando nel 2004 il Trio Joubran.

## Discografia
- 2003 - Tamaas
- 2005 - Randana
- 2007 - Majâz
- 2008 - A l'ombre des mots
- 2009 - Le Dernier Vol
- 2011 - AsFâr